# Escobaria zilziana
Escobaria zilziana là một loài thực vật có hoa trong họ Cactaceae. Loài này được (Boed.) Backeb. mô tả khoa học đầu tiên năm 1961.